# Pays d'Argentan Pays d'Auge Ornais
Ne doit pas être confondu avec Pôle d'équilibre territorial et rural du Pays d'Argentan Pays d'Auge ornais et Pays d'Ouche.
Le Pays d'Argentan Pays d'Auge Ornais (PAPAO) est une ancienne structure de regroupement de collectivités locales française située dans le département de l'Orne en région Basse-Normandie. 

## Historique
Créé sous forme associative le 17 juillet 1998, le pays se rapproche du Pays d'Ouche le 6 novembre 2013 à travers la création du Syndicat Mixte du SCOT PAPAO/Pays d’Ouche,,. Il est intégré le 1er janvier 2015 au PETR du Pays d'Argentan d'Auge d'Ouche,.

## Territoire

### Géographie
Le PAPAO s'étalait sur le pays d'Auge dans sa partie ornaise ainsi que sur la plaine d'Argentan. Le cœur de ce pays était la ville d'Argentan.

### Composition
Avant son adhésion en 2013 au Syndicat Mixte du SCOT PAPAO/Pays d’Ouche, le PAPAO couvrait, tout ou partie, le territoire des communautés de communes suivantes : 
- communauté de communes du Pays d'Argentan ;
- communauté de communes de la Plaine d'Argentan Nord ;
- communauté de communes de la Vallée de la Dives ;
- communauté de communes de la Région de Gacé ;
- communauté de communes des Courbes de l'Orne ;
- communauté de communes du Pays du Camembert ;
- communauté de communes des Vallées du Merlerault ;
- communauté de communes du Pays du Haras du Pin ;
- communauté de communes des sources de l'Orne[7],[8].